# Меткович
Ме́ткович (хорв. Metković) — місто на південному сході Хорватії, у Дубровницько-Неретванській жупанії, розташоване на березі річки Неретва. Населення міста становить 13873 особи, тоді як однойменний муніципалітет налічує 15384 мешканці (2001). Абсолютну більшість містян (96,42 %) складають хорвати (перепис 2001 р.).

## Історія
Місто вперше згадується в судовому документі за 1422 рік як маленьке сільськогосподарське містечко, яким і залишалося аж до XIX століття. Впродовж цього часу австрійські правителі країни продовжували виділяти кошти для міста. З появою в цьому краї першої поштової контори та школи, а також із ростом торгівлі з Османською імперією місто почало процвітати. У 1875 році Меткович відвідав імператор Франц Йосиф I. З 1881 і більшою мірою після 1945 р. великі ділянки довколишньої заболоченої місцевості було осушено та зроблено придатними для сільського господарства.

## Населення
Населення громади за даними перепису 2011 року становило 16 788 осіб, 3 з яких назвали рідною українську мову. Населення самого міста становило 15 329 осіб.
Динаміка чисельності населення громади:
Динаміка чисельності населення міста:

## Населені пункти
До громади Меткович адміністративно також входять:
- Дубравиця
- Глушці
- Пруд
- Вид

## Визначні постаті
- Іван Сламніг — хорватський поет, письменник, літературознавець і перекладач; академік.
- Дарійо Срна — хорватський футболіст, капітан донецького «Шахтаря» та гравець національної збірної Хорватії.
- Патрік Чавар — хорватський гандболіст, олімпійський чемпіон (Атланта, 1996).
- Нікша Калеб — хорватський гандболіст, олімпійський чемпіон (Афіни, 2004).
- Давор Доминикович — хорватський гандболіст, олімпійський чемпіон (Афіни, 2004).
- Божо Петров — голова хорватського парламенту, засновник і керівник місцевої партії Міст незалежних списків.
- Івиця Барбарич (* 1962) — югославський та хорватський футболіст.

## Спорт
У місті базується футбольний клуб «Неретва».